# 主竜型下綱
もしかして
- 主竜形下綱
- 主竜型類

のいずれかではありませんか？